# 딩기

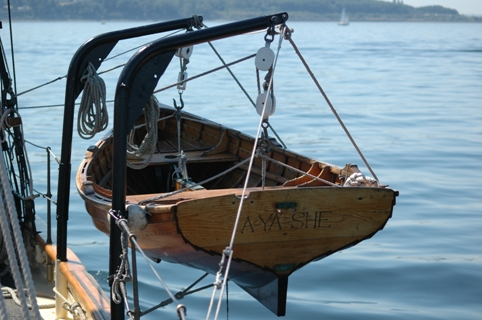
딩기

딩기(Dinghy)는 엔진과 선실이 없는 요트의 한 종류이다.

## 같이 보기
- 레이저 (딩기)